# Pont del Dragó
El Pont del Dragó es troba a l'avinguda Meridiana sobre el passeig de Valldaura a tocar del carrer de Bartrina, al límit dels districtes barcelonins de Nou Barris i de Sant Andreu. El nom prové de la masia de Can Dragó Vell, enderrocada el 1932.

## Història
El primer pont va ser construït cap al 1862 per a fer passar el ferrocarril de Barcelona a Saragossa, salvant el desnivell d'un torrent que baixava de Collserola. El 1887 s'hi va fer passar per sota la carretera de Cornellà a Fogars de Tordera, que en aquest rebia el nom de «carretera fina», servint des d'aleshores com a porta d'entrada des de Sant Andreu a la zona que actualment és Nou Barris. Als anys 1930, va ser conegut com el «Pont de la Mort», a causa de les morts de vianants que travessaven per sobre de les vies i queien al buit, o dels intents de sabotatge que hi va haver.
El 1934 va començar el soterrament de les vies del ferrocarril, que es va aturar amb la Guerra Civil, acabant les obres del túnel el 1948. El 1950 es va perllongar l'avinguda Meridiana més enllà del passeig de Fabra i Puig, fins a la Trinitat Nova, i el pont es va fer de nou, ara per passar-hi cotxes enlloc de trens.
El 1987, per iniciativa popular, es van penjar al sostre del pas subterrani dos grans dracs de fibra de vidre, en referència al topònim, però amb el pas del temps es van anar deteriorant i l'Ajuntament en va retirar les restes, col·locant un sostre metàl·lic i les parets es van folrar amb rajoles blanques i blaves imitant un mosaic de trencadís.